# Элк-Гров (Калифорния)
Элк-Гров (англ. Elk Grove) — город, расположенный в округе Сакраменто (штат Калифорния, США) с населением 153 015 человек по статистическим данным переписи 2010 года.
Не является вымышленным городом из сериала «Эш против зловещих мертвецов».

## География
По данным Бюро переписи населения США Элк-Гров имеет общую площадь в 109,398 квадратных километров, из которых 109,271 кв. километров занимает земля и 0,127 кв. километров — вода. Площадь водных ресурсов составляет 0,12 % от всей его площади.
Город Эль-Монте расположен на высоте 15 метров над уровнем моря.

## Демография
| Год переписи                                  | Нас.   |       | %±     |
| --------------------------------------------- | ------ | ----- | ------ |
| 1960                                          | 2205   |       | —      |
| 1970                                          | 3721   |       | 68,8%  |
| 1980                                          | 10959  |       | 194,5% |
| 1990                                          | 17483  |       | 59,5%  |
| 2000                                          | 59984  |       | 243,1% |
| 2010                                          | 153015 |       | 155,1% |
| 2014                                          | 163553 | [ 5 ] | 6,9%   |
| 1960–2014 Источники: 1960 1970-1990 2000 2010 |        |       |        |

По данным переписи населения 2010 года в Элк-Грове проживало 153 015 человек. Средняя плотность населения составляла около 1400 человек на один квадратный километр.
Расовый состав Элк-Гров по данным переписи распределился следующим образом: 70 478 (46,1 %) — белых, 17 172 (11,2 %) — чёрных или афроамериканцев, 965 (0,6 %) — коренных американцев, 40 261 (26,3 %) — азиатов, 1807 (1,2 %) — выходцев с тихоокеанских островов, 12 101 (7,9 %) — представителей смешанных рас, 10 231 (6,7 %) — других народностей. Испаноязычные или латиноамериканцы составили 29 810 человек, 38,8 % от всех жителей.
Из 47 927 домашних хозяйств в 49,5 % — воспитывали детей в возрасте до 18 лет, 61,2 % представляли собой совместно проживающие супружеские пары, в 13,7 % семей женщины проживали без мужей, 19,5 % не имели семей. 15,1 % от общего числа семей на момент переписи жили самостоятельно, при этом 4,5 % составили одинокие пожилые люди в возрасте 65 лет и старше. Средний размер домашнего хозяйства составил 3,18 человек, а средний размер семьи — 3,54 человек.
Население по возрастному диапазону по данным переписи 2010 года распределилось следующим образом: 46 128 человек (30,1 %) — жители младше 18 лет,
13 129 человек (8,6 %) — от 18 до 24 лет, 42 688 человек (27,9 %) — от 25 до 44 лет, 38 326 человек (25 %) — от 45 до 64 лет и 12 744 человека (8,3 %) — в возрасте 65 лет и старше. Средний возраст жителей составил 34,3 года. На каждые 100 женщин в Элк-Гров приходилось 93,9 мужчин, при этом на каждые сто женщин 18 лет и старше приходилось 89,2 мужчин также старше 18 лет.

## Популярная культура
Действие второго и третьего сезонов сериала «Эш против зловещих мертвецов» происходит в вымышленном Элк-Грове штата Мичиган, на создание которого вдохновил реальный город Элк-Гров в штате Калифорния.